# End Hits
Albums de Fugazi
Red Medicine The Argument
End Hits est le cinquième album studio du groupe de punk rock américain Fugazi, sorti le 28 avril, 1998.

## Liste des titres
1. Break – 2:12
2. Place Position – 2:45
3. Recap Modotti – 3:50
4. No Surprise – 4:12
5. Five Corporations – 2:29
6. Caustic Acrostic – 2:01
7. Closed Captioned – 4:52
8. Floating Boy – 5:45
9. Foreman's Dog – 4:21
10. Arpeggiator – 4:28
11. Guilford Fall – 2:57
12. Pink Frosty – 4:09
13. F/D – 3:42

## Membres du groupe
- Ian MacKaye – Guitare, Chant
- Guy Picciotto – Guitare, Chant
- Joe Lally – Basse
- Brendan Canty –Batterie